# Dollaro di Terranova
Il dollaro è stata la valuta della colonia e del Dominion di Terranova dal 1865 fino al 1949, quando Terranova divenne una provincia del Canada. Era suddiviso in 100 cent.

## Storia
Nel 1865 Terranova adottò il sistema aureo e il dollaro sostituì la sterlina con un tasso di  1 dollaro = 4 shilling e 2 penny (50 penny) di sterlina britannica, leggermente più alto del dollaro canadese (che valeva 4s 1,3d). Il significato di questo tasso era che due cent valevano in questo modo un penny della precedente sterlina. Sembra un compromesso tra l'adottare il sistema britannico o quello americano.
Ebbe anche l'effetto di allineare la nuova unità di Terranova alle valute presenti nelle colonie britanniche nei Caraibi orientali. Il dollaro delle Indie occidentali britanniche discendeva direttamente la cosiddetto dollaro spagnolo (real da 8). 
Terranova fu unica nell'Impero britannico in quanto fu l'unica a introdurre le proprie monete d'oro assieme al proprio standard aureo. Le monete d'oro da due dollari di Terranova furono coniate in modo intermittente fino alla crisi bancaria di Terranova del 1894. Nel 1895, un seguito a questa crisi, le banche  canadesi entrarono in Terranova e il  valore del dollaro di Terranova fu allineato a quello del dollaro canadese, con una svalutazione del 1,4%. Il dollaro di Terranova fu sostituito da quello canadese alla pari quando Terranova si unì alla Confederazione canadese nel 1949.
Le altre colonie britanniche dell'America settentrionale hanno adottato l'unità statunitense circa nello stesso periodo in cui Terranova adottò l'unita delle Indie occidentali. La piccola disparità tra le due è dovuta al fatto che nel 1792, Alexander Hamilton al ministero del tesoro statunitense prese il peso medio da monete usate del dollaro spagnolo come misura per la nuova unità monetaria statunitense.
La monetazione decimale di Terranova corrispondeva esattamente alle unità in  dollari usate nelle altre colonie britanniche dell'America del Sud. La Guyana britannica usò una contabilità basata sul dollaro spagnolo, ma assieme alla monete della  sterlina britannica.

## Monete
Nel 1865, furono introdotte monete nei valori di  1, 5, 10 e 20 cent e da 2 dollari. La moneta da 1 cent fu battuta in bronzo, quelle da 5, 10 e 20 cent in argento e i 2 dollari (denominati anche "Two Hundred Cents" e "One Hundred Pence") in oro. Monete d'argento da 50 cent furono introdotte nel 1870, mentre i 20 cent furono rimpiazzati dai  25 cent nel 1917. Una moneta da 1 cent più piccola fu introdotta nel 1938.

## Banconote
Nel 1865, una banca, la Commercial Bank of Newfoundland iniziò a emettere banconote denominate in sterline e dollari, usando un tasso di cambio di  4 dollari = 1 sterlina. Questo tasso coincideva con quello usato in Canada nel periodo, e quindi può essere che queste banconote non erano state pensate per il dollaro di Terranova. Negli anni 1880 sia la Commercial Bank che la Union Bank of Newfoundland emisero banconote denominate solo in dollari. 
Furono emessi tagli da 2, 5, 10, 20 e 50 dollari. Tuttavia nel 1894 entrambe le banche fallirono.

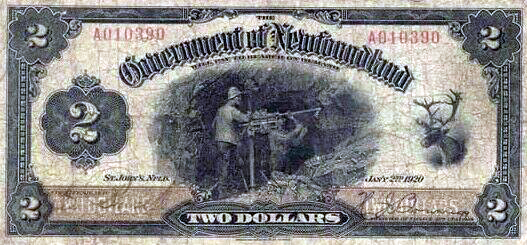
Treasury $2 note

Il Department of Public Works introdusse blglietti di cassa governativi nel 1901 con tagli da 40, 50 e 80 cent, 1 e 5 dollari. Nel 1910 furono aggiunti i 25 cent e i  2 dollari. Nel 1920 il tesoro introdusse i biglietti da 1 e 2 dollari.